# Villa Rocca Belvedere

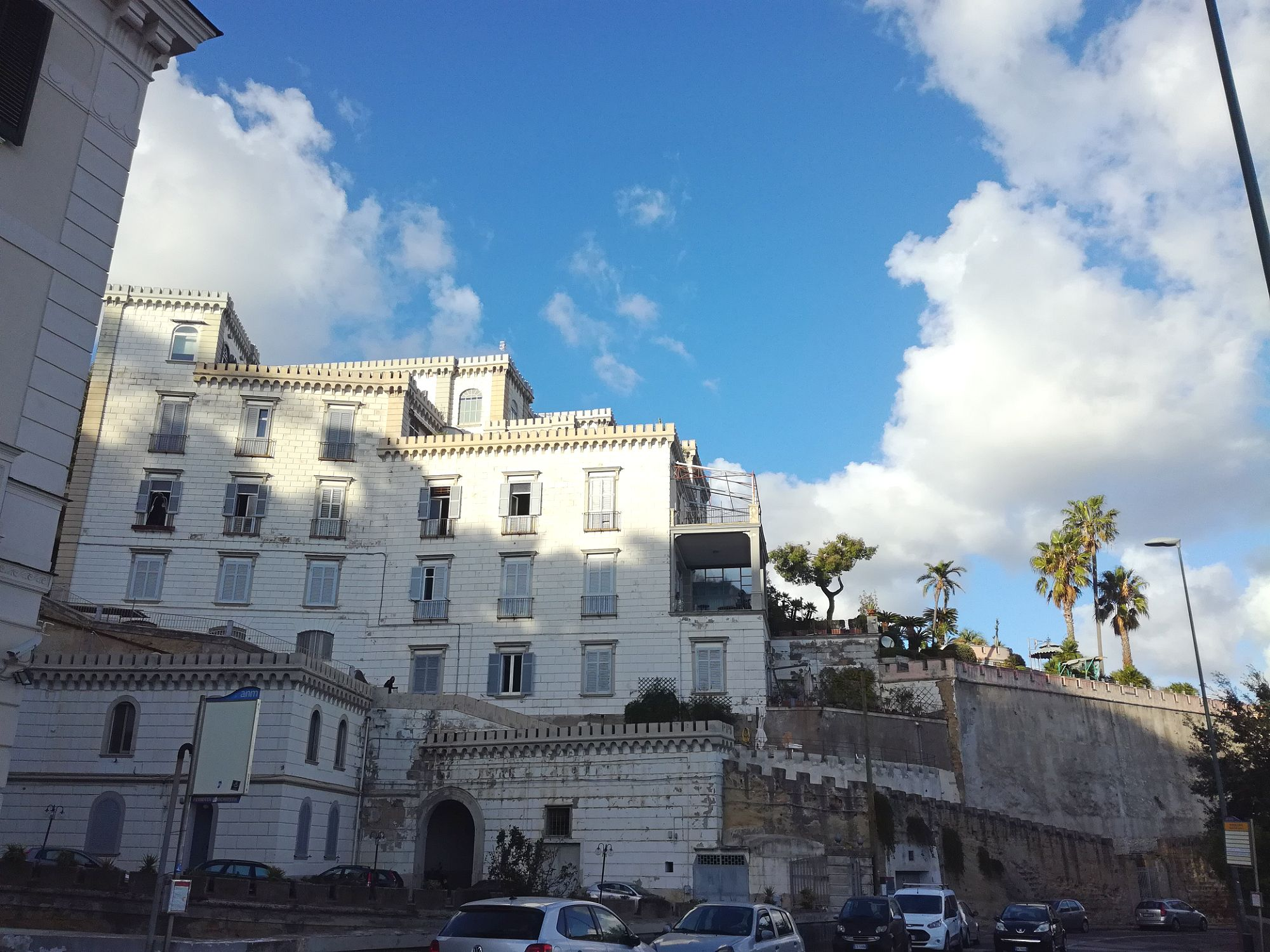
Villa Rocca Belvedere, perspective sur la Via Posillipo

La Villa Rocca Belvedere est l’une des villas historiques de Naples situées dans le quartier collinaire de Posillipo. 

## Histoire et description
Ce quartier de la ville faisait partie des grandes propriétés de la noble Marchesa di Salza, qui comprenait également à l'époque la Villa Rocca Matilde (devenue plus tard la villa Peirce). 
Vers la fin du XIXe siècle, l'hôtel Rocca Belvedere y fut construit. 
La structure, très spacieuse, s’étend sur plusieurs niveaux, s’adaptant parfaitement à la topographie de la colline de tuf. 
L'architecture de la villa ressemble à celle d'un château avec de grands jardins.